# 제이아이디
데스틴 초이스 루트(Destin Choice Route, 1990년 10월 31일 ~ )는 JID라는 예명으로 더 잘 알려져 있으며 미국의 래퍼이다. 2010년 어스 갱이 설립한 음악 그룹 "스필리지 빌리지(Spillage Village)"의 멤버로, 할리우드 JB(Hollywood JB), 조던 브라이언트(JordxnBryant), 6랙(6lack)과 함께 활동하고 있다.그는 제이콜의 드림빌 레코드와 인터스코프 레코드와 계약을 맺었다. 그는 또한 "Smino", "Buddy", "Guapdad 4000"과 함께 힙합 슈퍼 그룹 "Zoink Gang"의 멤버이기도 하다.
JID는 "Route of Evil" (2012), "Para Tu" (2013), 그리고 "DiCaprio" (2015)와 같은 여러 독립 프로젝트를 발표한 후 인정을 받기 시작했다. 그의 데뷔 스튜디오 음반인 "The Never Story"는 2017년에 발매되었고, 싱글 〈Never〉가 수록되었다.2018년 2집 "DiCaprio 2"를 발매했고, 싱글 "151 Rum"과 "Off Deez"를 수록했다.

## 생애
데스틴 초이스 루트(Destin Choice Route)는 1990년 10월 31일 조지아주 애틀랜타에서 태어났다. 그의 부모는 칼 루이스 루트 주니어(Carl Louis Route Jr.)와 캐시 진 루트(Kathy Jean Route.)였다. 7명의 아이들 중 막내인 그는 그의 "떨리는" 행동을 바탕으로 그의 할머니의 별명에서 JID라는 별명을 얻었다. 루트는 《Sly and the Family Stone》과 《Earth, Wind & Fire》를 들으며 자랐으며, 1990년대 뉴욕 힙합씬과 [Jay-Z], [Nas], [Mob Deep]와 같은 래퍼들로 옮겨갔다. 그는 스티븐슨 고등학교에서 수비수로 축구를 했다. 그는 NCAA 디비전 1의 장학금을 받아 햄프턴 대학교에서 1년차에 재입학하였고, 그 후 2시즌을 뛰다가 팀에서 쫓겨났다. JID는 결국 버지니아 시절부터 만났던EarthGang의 닥터 덧(Doctur Dot)과 조니 비너스(Johnny Venus)와 함께 살게 되었다.

## 음악적 커리어

### 2010–2016: 커리어의 시작
JID는 2010년 5월 18일 첫 믹스테이프 "케이크워크"를 발매했다. 그 해 초, 그는 어스 갱, 할리우드 JB, 조던 브라이언트와 함께 스필리지 빌리지(Sliffage Village)를 결성했다. 그는 2011년 6월 29일 두 번째 믹스테이프인 케이크워크 2를 발매했다. 2012년 6월 25일, 그는 어스 갱과 스틸즈의 게스트 피처링과 함께 세 번째 믹스테이프인 'Route of All Evil'을 발매했다. JID는 지역 라이브 쇼에 예약되기 전에 콜 센터에서 일하고 피자를 배달하는 것으로 그의 음악 경력을 후원했다. 2013년 10월 22일, 그의 다음 믹스 테이프는 "Para Tu"라는 제목으로 발매되었다. 이 믹스테이프는 이후 2017년 12월 29일에 재발매되었다.
2014년, 그는 "스필리지 빌리지(Spillage Village)"의 첫 번째 콜라보레이션 프로젝트인 "베어스 라이크 디스(Bears Like This)"의 발매에 이어 "Ab-Soul"의 "These Days Tour"에서 "Earthgang(어스 갱)", "Bas (래퍼)"와 함께 오프닝했다. 2015년 1월 26일, 그는 자신의 첫 번째 확장 희곡 "DiCaprio EP"를 발표했다. 7월 6일, 스필라지 빌리지에서는 두 번째 콜라보레이션 프로젝트 "Bears Like This Too"를 발표했다. 그는 또한 Elephant Eyes Tour와 Bason the Too High to Riot 투어에서 "Omen (음악가)"과 함께 투어를 했다. 2016년 12월 2일, 스필리지 빌리지에서는 제이콜과 "Bears Like This Too Much"를 발매했고, 맥 밀러, 더코 맥플리, 칠드 메이저, 제이콜 등의 프로듀싱이 포함되었다.

### 2017: "더 네버 스토리(The Never Story)"

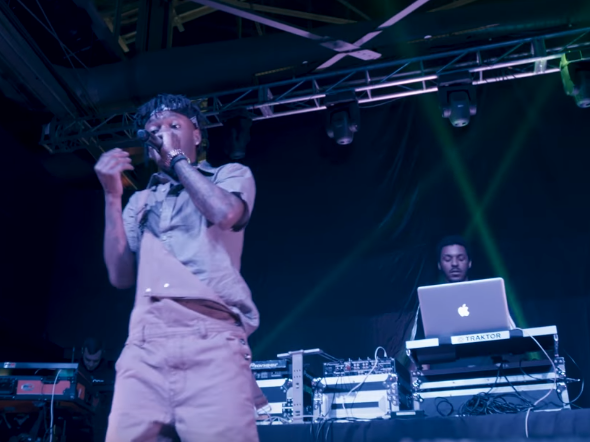
2017년 공연 모습

2017년 2월 20일, 그는 제이콜의 드림빌 레이블과 계약했다고 발표되었고, 싱글 "Never"를 처음 발매했다. 2017년 3월 10일 정규 음반 "더 네버 스토리(The Never Story)"가 발매되었다. 이 음반에는 "EarthGang(어스 갱)", 6LACK, 메레바(Mereba)의 게스트 피처링과 제이콜, 할리우드 JB(Hollywood JB), "크리스토(Christo)", "칠리 메이저(Childish Major)" 등의 프로듀싱이 포함되어 있다. 그는 이후 음반에서 세 개의 뮤직비디오를 더 발표했다: "D/vision", "Herediatary", "Ed Eddn Eddy".
그는 또한 2017년 북미와 유럽 각지에서 열린 "4 Your Eyez Only Tour"의 오프닝 배우이기도 했다. 10월 10일, JID는 "BET 힙합 어워드"에서 래퍼 코즈(Cozz), 코디 셰인(Kodie Shane), 알리 토미넥(Ali Tomineek)과 함께 프리스타일 랩 #타입즈 오브 프리스타일에 출연했다. 2017년 11월, JID는 EarthGang과 함께한 "Never Had Shit Tour"에서 공동 헤드라인을 장식했다. 찬조 출연은 루테(Lute), 샤즈 프렌치(Chaz French), 메레바(Mereba)등이였다. 그것은 북아메리카에서 15일을 포함했고, 유럽에서 19일을 포함하여 2018년에 계속되었다. 12월 13일, JID는 "Foster The People"과 "Saba (Rapper)"로 리믹스에 출연했다.

### 2018–2020: "디카프리오 2(DiCaprio 2)"
2018년 6월, 그는 "XXL의 2018년 신인 수업" 표지에 실렸다. 7월, 그는 "Ta13oo"의 "사이렌즈(Sirens)"에 출연했고, 맥 밀러, Thundercat과 함께 투어를 떠날 것이라고 발표되었다. 그러나 이 투어는 맥 밀러의 사망으로 인해 취소되었다. 그의 두 번째 앨범의 첫 번째 싱글 "151 Rum (노래)"은 9월 18일에 발매되었다. 2018년 10월 3일, JID는 "A COLORS SHOW"에서 "Working out"이라는 곡을 초연했다.그의 생일날, 그의 두 번째 앨범 "DiCaprio 2"는 2018년 11월 26일로 발표되었고, 곧 트랙리스트가 공개되었다.이 음반의 두 번째 공식 싱글이며, 제이콜이 피쳐링한 "Off Deez"는 11월 6일에 발매되었다. 이 음반의 다른 공동 작업자는 ASAP Ferg, 6LACK, Ella Mai, BJ the Chicago Kid, Method Man, Joey Badass, 제작은 주로 Christo, Hollywood JB, 제이콜, 그 중에서도 Elite(프로듀서)의 사내 팀에서 이루어졌다.
"디카프리오 2"는 2018년 11월 26일 개봉하여 호평을 받았다. JID는 2019년 1월부터 34개의 날짜가 포함된 그의 헤드라인 캐치 미 이프 유 캔 투어의 첫 번째 구간을 발표했다. 조연들은 Reason (랩퍼), Hardo, Lou The Human으로 밝혀졌다.2월 9일, 뉴욕 이타카(Ithaca, New York)에서 열린 JID의 공연은 콘서트가 열린 장소 아래 천장에 생긴 눈에 보이는 균열로 인해 경찰에 의해 중단되었다. 2019년 2월 12일, JID는 캐치 미 이프 유 캔 투어의 두 번째 구간을 발표했다. 투어는 5월부터 26일간 진행되며 조연인 Saba, Deante' Hitchcock, Mereba가 출연했다..
2019년, JID는 드림빌 컴필레이션 음반 "Revenge of the Dreamers III"의 일부였다. 싱글 "Down Bad"와 "코스타리카(Costa Rica, 드림빌, 베이스, JID의 노래)"는 미국 음반 산업 협회(RIAA)로부터 골드 인증을 받았다. 2020년,  Spillage Village의 일부로서 그는 4집 앨범 "End of Daze"와 "Baptize"에 출연했다.

### 2021–현재: "더 포에버 스토리(The Forever Story)"
2021년 1월 19일, JID는 세 번째 정규 앨범 "The Forever Story"의 제목을 발표했다. 그는 두아 리파의 두 번째 정규 앨범 "Not My Problem"과 도자 캣(Doja Cat)의 세 번째 정규 앨범 "Planet Her"의 "Options"에 피쳐링했다.그는 후에 "Imagine Dragons"와 "Imagine Dragons and JID song"을 공동 작업하여 그의 최고 차트 곡이 되었다.
2022년 1월 14일, JID는 "The Forever Story"에서 첫 번째 싱글 "Surround Sound (노래)"〉를 발매했다. 3월 31일, 그는 드림빌 컴필레이션 "D-Day: A Gangsta Grillz Mixtape"의 "Stick"과 "Barry From Simpson"에 출연했다.

## 예술성

### 영향
자라면서 JID가 음악과 처음 인연을 맺은 것은 부모님의 클래식 LP와 소울 음악 컬렉션을 통해서였다. 그는 Sly and the Family Stone, D'Angelo, 우 탱 클랜, Little Dragon, 붐뱁, 이스트 코스트 힙합, 그리고 Arctic Monkeys를 그의 가장 큰 영향력으로 지목했다. 그는 또한 동료 애틀랜타 예술가들, T.I., 구디 몹, 구치 메인을 영향력 있는 인물로 꼽았다.

## 디스코그래피

### 스튜디오 앨범
- The Never Story (2017)
- DiCaprio 2 (2018)

### 콜라보레이션 앨범
- Spilligion (with Spillage Village and EarthGang) (2020)

## 공연 투어
헤드라이닝
- Never Had Shit Tour (EarthGang과 함께) (2017–18)
- Catch Me If You Can Tour (2019)

지원
- Elephant Eyes Tour (Omen) (2015)
- Too High To Riot Tour (Bas) (2016)
- I Told You Tour (Tory Lanez) (2016)
- 4 Your Eyez Only Tour (제이콜) (2017)
- The Swimming Tour (맥 밀러) (2018; cancelled)
- Confessions of a Dangerous Mind Tour (로직 (래퍼)) (2019)

## 수상 및 후보
| 연도 | 수상          | 카테고리                    | 작업                                                        | 결과 | 각주   |
| ---- | ------------- | --------------------------- | ----------------------------------------------------------- | ---- | ------ |
| 2020 | Grammy Awards | 베스트 랩 퍼포먼스          | "Down Bad" (제이콜, Bas, EarthGang, Young Nudy와 함께 수상) | 후보 | [ 52 ] |
| 2022 | Grammy Awards | 그래미 어워드 올해의 앨범상 | Planet Her (Deluxe) (주연을 맡은 아티스트로)                | 후보 | [ 53 ] |